# Croton blanchetianus
Espèce
Croton blanchetianus est une espèce de plantes à fleurs du genre Croton et de la famille des Euphorbiaceae présente au Brésil.
Il a pour synonymes :
- Croton micranthus Müll.Arg.
- Croton persicaria, Baill.
- Oxydectes blanchetiana, (Baill.) Kuntze